# Antonio López de Santa Anna

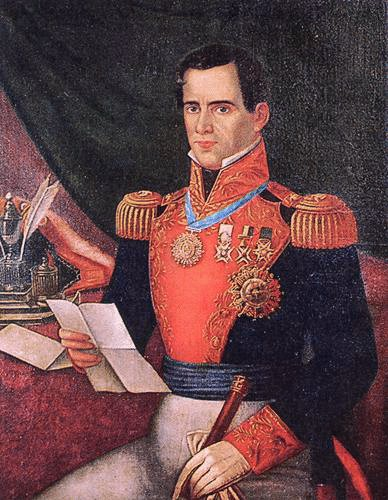
Antonio López de Santa Anna, Porträt, Mitte 19. Jh.

Antonio López de Santa Anna Pérez de Lebrón (auch Santa Ana geschrieben; * 21. Februar 1794 in Xalapa; † 21. Juni 1876 in Mexiko-Stadt) war ein mexikanischer General und Politiker. Er war achtmal – sogar elfmal, wenn man die stetigen Amtswechsel mit seinem Vizepräsidenten Valentín Gómez Farías in der ersten Amtszeit mitzählt – Staatschef von Mexiko (Präsidentschaften 1833–35; 1839; 1841–42; 1843; 1844; März–April 1847; Mai–September 1847; 1853–55) und wurde fünfmal ins „lebenslange“ Exil gesandt. Seine Regierungszeiten waren meist kürzer als die verfassungsmäßige Amtszeit.

## Leben

### Die frühen Jahre
Antonio López war der Sohn eines Ehepaares, das der unteren Mittelschicht angehörte. Sein aus Spanien stammender Vater war ein kleiner Beamter in der spanischen Verwaltung, seine Mutter stammte aus Frankreich. 1810 trat der Jugendliche als Kadett in das spanische Militär ein, wo er sich in den Napoleonischen Kriegen bis 1812 in den Rang eines Leutnants hochdiente. Er sah in spanischen Heeresdiensten einen Sinn darin, mexikanische Unabhängigkeitsbestrebungen zu unterbinden.

### Militärische Karriere
1821 wechselte er die Seite und erklärte dem Rebellenführer Agustín de Iturbide seine Loyalität. Während des Mexikanischen Unabhängigkeitskrieges schloss sich Santa Anna zunächst als Oberst eines Regimentes dem aufständischen Agustín de Iturbide an. Sein Ansehen stieg enorm, nachdem es ihm gelungen war, die spanischen Kräfte aus der Hafenstadt Veracruz zu vertreiben. Iturbide belohnte Santa Anna dafür mit dem Generalsrang und ernannte ihn zum Gouverneur von Veracruz.
Nach der Thronbesteigung Iturbides wandte er sich gegen ihn und trug 1823 zu seinem Sturz bei. Er gehörte zu den Militärführern, die den Plan von Casa Mata (1. Februar 1823) unterstützten, der auf einen Umsturz hinauslief und Mexiko zur Republik machen sollte.
Nach Ausrufung der Republik 1824 bildeten sich in Mexiko zwei politische Strömungen. Die Zentralisten, eine konservative Gruppe von Kirchenführern, reichen Landbesitzern, Kreolen und Offizieren der Armee, wollten eine stark zentralistische Regierungsform retten. Die Föderalisten, eine liberale, antiklerikale Fraktion, die den Aufbau föderalistischer, unabhängiger Gliedstaaten unterstützte, wollten hingegen der indianischen Bevölkerung und anderen unterdrückten Gruppen mehr Rechte verschaffen. Santa Anna war zwar ein erklärter Gegner der römisch-katholischen Kirche, neigte aber trotzdem zur zentralistischen Anschauung. 1824 wurde er zum Gouverneur von Yucatán ernannt und entwickelte hier einen Plan zur Invasion des weiterhin spanischen Kuba, der aber im Sand verlief.
Im Dezember 1828 war er an dem Staatsstreich beteiligt, der Vicente Guerrero an die Macht brachte. Große Popularität erlangte er durch seinen Kampf gegen Spaniens Versuch, Mexiko zurückzuerobern. Im Jahre 1829 unternahm Spanien einen letzten Versuch, seinen früheren Besitz Mexiko zurückzugewinnen und landete mit einer Streitmacht von 2600 Soldaten in Tampico. Santa Anna marschierte mit geringeren Kräften gegen sie und verwickelte die Spanier, von denen viele unter Gelbfieber litten, in kleine Scharmützel, bis sie am 11. September 1829 kapitulierten. Dieser Erfolg brachte ihm die Beinamen Held von Tampico und „Salvador/Benemérito de la Patria“ („Retter des Vaterlandes“) ein.

### Politische Karriere

#### Der Weg zur Macht
1829 wurde Santa Anna unter dem Präsidenten Guerrero zum Kriegsminister und Oberbefehlshaber des Heeres ernannt. Er erklärte, er wolle sich aus der Politik heraushalten, „es sei denn, mein Land braucht mich“. Er entschied, dass das nötig sei, nachdem Anastasio Bustamante einen Staatsstreich angeführt hatte, der Präsident Guerrero hinweggefegt und den gestürzten Präsidenten 1831 das Leben gekostet hatte. 1832 zettelte Santa Anna an der Spitze der Garnison von Veracruz einen Aufstand gegen Bustamante an. Nachdem der Rebell am 1. Oktober bei Puebla siegreich gewesen war, proklamierte er Manuel Gómez Pedraza zum Präsidenten. In der politischen Konfusion der Folgezeit ergriff Santa Anna dann die Initiative und wurde im März 1833 zu dessen Nachfolger gewählt. Doch die am 1. April beginnende Amtszeit sah ihn offiziell aus Gesundheitsgründen nicht im Amt. Zunächst hatte Santa Anna eher geringes Interesse am Lauf der Dinge in seinem Land. Er übertrug das Präsidium dem Vizepräsidenten Valentín Gómez Farías, einem liberalen Reformer, und ließ ihm freie Hand. Farías arbeitete hart, um die Korruption auszurotten, die unter dem Militär, wohlhabenden Landbesitzern und der katholischen Kirche kräftig vorangeschritten war. Santa Anna übernahm am 16. Mai 1833 für wenige Wochen erstmals das Präsidentenamt.
Als diese Kreise ihren Verdruss äußerten, entließ der Präsident 1834 seinen Vertreter, suspendierte die Verfassung, löste den mexikanischen Kongress auf und errichtete so eine Diktatur. Während einige Konservative applaudierten, rief dies beträchtliche Missbilligung in anderen Gruppen hervor. In den Landesteilen San Luis Potosí, Querétaro, Durango, Guanajuato, Michoacán, Yucatán, Jalisco, Zacatecas und auch Coahuila y Tejas (Texas) brach offene Rebellion aus. Santa Anna plante, zunächst die Unruhen im größten Bundesstaat Zacatecas niederzuschlagen und sich dann dem texanischen Problem zuzuwenden. Am 12. Mai 1835 besiegte er die von Francisco García angeführte Miliz in Zacatecas und nahm 3000 Gefangene. Die Armee durfte die Stadt 48 Stunden lang plündern. Santa Anna zwang Mexiko im Oktober 1835 eine streng zentralistische Verfassung auf.

#### Texanisch-Mexikanischer Krieg
Als Santa Anna im Herbst 1835 die föderale Verfassung endgültig außer Kraft setzte, brach sich auch in Texas, das Teil des mexikanischen Bundesstaates Coahuila y Tejas war, die Revolution vollends ihre Bahn. Unmut hatte sich seit 1829 aufgestaut, als die mexikanische Regierung Sklavenarbeit verbot, texanische Siedler jedoch Sklavenhaltung betreiben wollten. Texanischen Truppen, bestehend aus Freiwilligen angloamerikanischer und mexikanischer Herkunft, gelang es, die mexikanischen Streitkräfte bis Ende 1835 hinter den Rio Grande zurückzudrängen. Die texanischen Führer erklärten ihre Treue zur vorigen mexikanischen Verfassung, verurteilten aber Santa Annas Taten. Am 2. März 1836 verkündeten sie dann ihre Unabhängigkeit von Mexiko, woraufhin der Staatschef mit einer Armee von etwa 7000 Soldaten in Texas einrückte.
In Alamo, einer alten spanischen Befestigungsanlage bei San Antonio, wurden nach der Eroberung am 6. März 1836 alle überlebenden männlichen Verteidiger getötet. Ein weiteres Massaker der Mexikaner folgte in Goliad (im heutigen Goliad County). Sam Houston, der Oberbefehlshaber der texanischen Verbände, sammelte unterdessen frische Kräfte im Hinterland und besiegte die mexikanische Armee am 21. April 1836 in der Schlacht von San Jacinto beim heutigen Deer Park im Harris County. In nur 18 Minuten gewannen die Texaner trotz zahlenmäßiger Unterlegenheit die Schlacht; über 600 Mexikaner starben und 730 wurden gefangen genommen. An die Schlacht erinnert das San Jacinto Monument. Staatschef Santa Anna wurde am Tage darauf gefangen genommen (er verblieb ca. zwei Monate in der Gefangenschaft von General Houston), ehe er nach Washington entlassen wurde, wo er von US-Präsident Andrew Jackson empfangen wurde und weitere Diskussionen über den Themenkomplex Texas entstanden. Bereits vor seiner Entlassung Richtung Hauptstadt wurde Santa Anna jedoch gezwungen, in Velasco ein Abkommen zu unterzeichnen, das Texas die Unabhängigkeit zugestand.
Eine neue mexikanische Regierung erklärte allerdings, dass Santa Anna nicht länger Präsident und das Abkommen von Velasco daher null und nichtig sei.
Die Verhandlungen mit Jackson verliefen ergebnislos, und so wurde der prominente Kriegsgefangene 1837 wieder nach Veracruz in Mexiko per US-Seebegleitung entlassen, woraufhin er auf seine Hazienda zurückkehrte.

#### Erneute Präsidentschaft
Mexiko lag in den 1830er Jahren sowohl im Fokus von Interessen der USA als auch der europäischen Großmächte. Frankreich versuchte mit einer Invasion des Landes in Mittelamerika Fuß zu fassen. Santa Anna witterte deshalb eine Chance zur Rückkehr ins politische Geschehen. Er stellte einen Schusswechsel mit einer fliehenden Invasionstruppe der Franzosen im Kuchenkrieg 1838 bei der Verteidigung von Veracruz als grandiosen Sieg dar. Bei diesem Scharmützel traf ihn eine Kanonenkugel in den Unterschenkel, welcher nicht mehr zu retten war. Santa Anna verfiel auf den illustren Gedanken, für sein amputiertes Bein ein Grabmal bauen zu lassen. Mit militärischen Ehren wurde sein Unterschenkel beigesetzt. Von da an hielt er bei öffentlichen Auftritten zu Pferde sein hölzernes Bein über den Kopf als Symbol der Opferbereitschaft für sein Land. Der Invalide behielt nach dem Abzug der Franzosen die Kontrolle über seine Truppen und unterstützte zunächst den amtierenden Präsidenten Bustamante, den er zuvor schon einmal 1832 gestürzt hatte.
Santa Anna machte sich ab 1841 wieder (mit kurzen Unterbrechungen) zum unumschränkt herrschenden Präsidenten. Seine zweite Herrschaft war noch diktatorischer als die vorherige, und 1842 stattete er sich selbst mit diktatorischen Vollmachten aus.
Sein Verlangen nach immer größeren Steuern ließ bald Wut im Lande aufkommen. Verschiedene Bundesstaaten stoppten einfach ihren Geschäftsverkehr mit der Zentralregierung. Yucatán und Laredo gingen sogar so weit, sich selbst zu unabhängigen Republiken zu erklären. Im Dezember 1844 erreichte die Opposition gegen ihn einen Punkt, an dem Santa Anna einsah, dass es zur Vermeidung eines Bürgerkriegs notwendig sei, auf die Präsidentschaft zu verzichten und gegen eine generöse Pension ins Exil zu gehen. Vom mexikanischen Kongress wegen Hochverrats zu lebenslanger Verbannung und Konfiskation seines Vermögens von 3 Millionen Pesos verurteilt, ging er nach Kuba ins Exil.

#### Mexikanisch-Amerikanischer Krieg

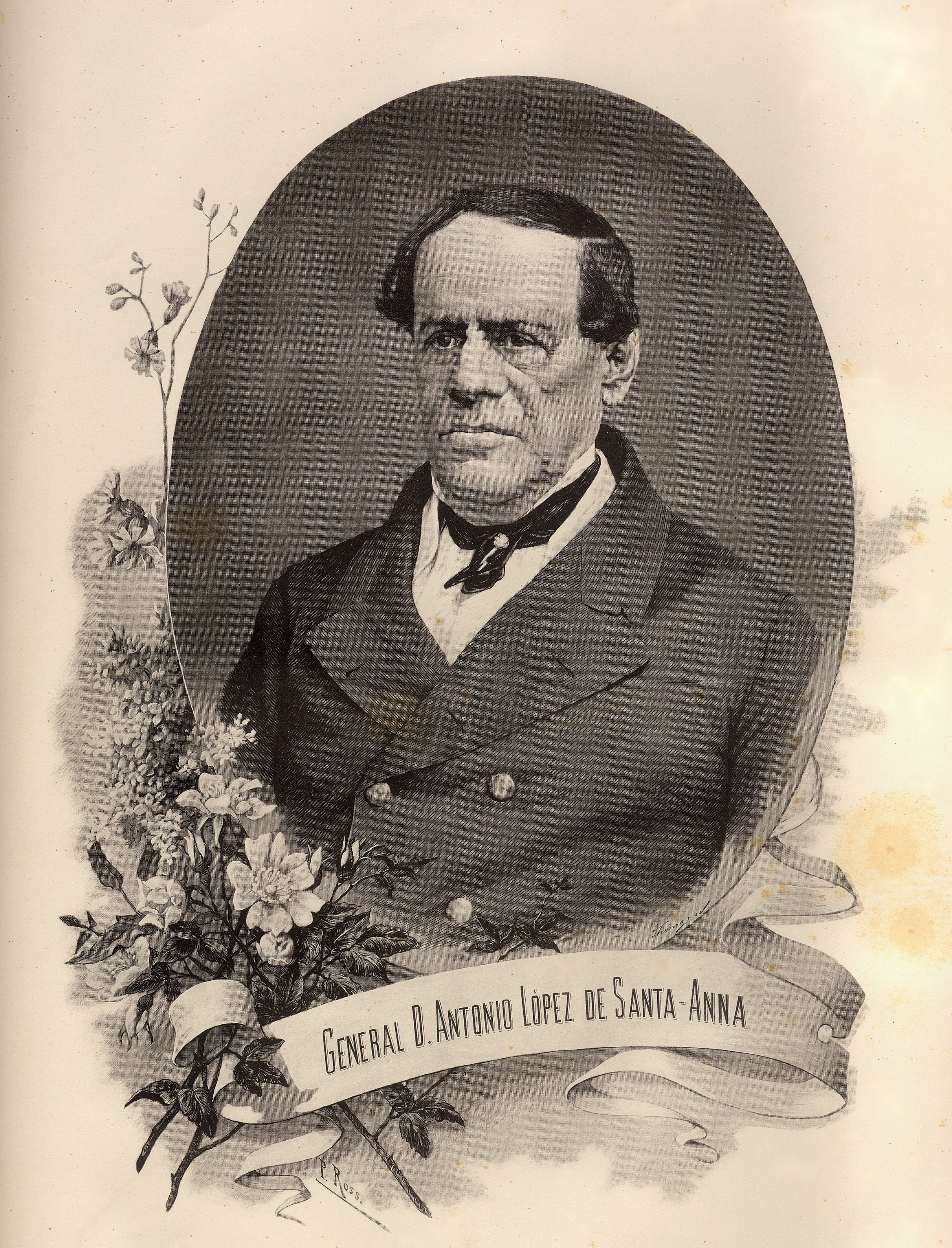
Santa Anna im Jahr 1847

Nach der Aufnahme der Republik Texas in die USA im Jahr 1845 nahmen die Spannungen zwischen Mexiko und seinem nördlichen Nachbarn zu. Eine kriegerische Auseinandersetzung zeichnete sich ab. Die Rolle Santa Annas in dieser politischen Situation war undurchsichtig. Der des Landes verwiesene Staatsmann führte seit Anfang 1846 in seinem Exil in Havanna Geheimgespräche mit Abgesandten des US-Präsidenten James K. Polk. Santa Annas Angebot lautete: Wenn ihm die USA wieder zur Macht in Mexiko verhelfen würden und 30 Millionen US-Dollar für die umstrittenen Territorien zahlten, wollte er einen strategischen Plan zur Eroberung seines Landes liefern und als mexikanischer Oberbefehlshaber heimlich mit den USA kooperieren.
Im April 1846 besetzten US-Einheiten mexikanisches Gebiet nördlich des Río Grande, das ihrer Interpretation nach zum US-Staat Texas gehörte. Damit beabsichtigten die USA, Mexiko zum Krieg zu provozieren. Am 25. April fielen die ersten mexikanischen Schüsse gegen die US-Soldaten, woraufhin am 13. Mai 1846 Washington Mexiko den Krieg erklärte.
Santa Anna schrieb nach Mexiko-Stadt, dass er keine Ambitionen auf die Präsidentschaft habe, aber seinem Lande gerne mit seinen militärischen Erfahrungen beistehen wolle, erfolgreich fremde Invasoren wie in der Vergangenheit zu bekämpfen. Präsident Gómez Farías war arglos genug, das Angebot anzunehmen, und erlaubte dem aus dem Lande Gewiesenen die Heimkehr.
Im August 1846 wurde Santa Anna von seiner Partei zurückgerufen und von der provisorischen Regierung zum Generalissimus ernannt. Er wurde, den Geheimabreden gemäß, durch die US-Seeblockade vor Veracruz geschleust und zog am 15. September 1846 in Mexiko-Stadt ein. Die USA verfuhren exakt nach seinem Schlachtplan. Eine Blockade der mexikanischen Seehäfen und das Vorrücken von US-Truppen über Monterrey nach Saltillo waren Santa Annas Erfindung. Der zurückgeholte Präsident sah unterdessen Mexiko wieder als seinen Privatbesitz an und führte seine Armee in Niederlagen, während er parallel zum militärischen Geschehen Geheimgespräche mit dem Kriegsgegner pflegte.
Obwohl er am 22. und 23. Februar 1847 bei Buena Vista von den US-Amerikanern unter General Zachary Taylor eine Niederlage hinnehmen musste, wurde er von den Mexikanern zum Präsidenten gewählt. Nachdem Santa Anna am 18. April 1847 vom General Winfield Scott bei Cerro Gordo abermals geschlagen worden war, ließ er sich zum Diktator ernennen, um die Friedenspartei nicht ans Ruder kommen zu lassen. Als jedoch Scott die Hauptstadt Mexiko-Stadt am 15. September 1847 einnahm, entfloh der mexikanische Staatschef nach Jamaika. Das Exil in Kingston verließ er 1853 und ging nach Turbaco in Kolumbien.
Nach der Landung von US-Einheiten bei Veracruz hatte sich zuvor das Blatt bereits zu Gunsten der USA gewendet, Santa Anna setzte sein Doppelspiel jedoch fort, um seinen Nimbus als „Patriot“ zu erhalten. Der Vertrag von Guadalupe Hidalgo vom 2. Februar 1848, ratifiziert am 30. Mai 1848, der Mexiko den Verlust seiner damaligen Nordhälfte und damit zwei Fünftel der mexikanischen Staatsfläche einbrachte, stieß wohl auch deshalb auf heftigen Protest Santa Annas. Allerdings hatte er sich auf Kuba eindeutig auf dieses Kriegsziel der USA eingelassen.

#### Rückkehr nach Mexiko
Zunehmende Anarchie veranlasste 1853 rebellierende Konservative, den energischen Santa Anna sechs Jahre nach seiner letzten Präsidentschaft zurückzurufen, um mit ihm die Regierungsgewalt zurückzugewinnen. Nachdem er die Ruhe im Lande wieder hergestellt hatte, erklärte er sich am 17. Dezember 1853 in seiner skrupellosesten Amtszeit zum Präsidenten der Republik auf Lebenszeit und behauptete sich als Diktator bis zum August 1855. Es war die achte Präsidentschaft von Santa Anna.
Am 30. Januar 1854 erließ Santa Anna eine Navigationsakte, die dann vier Monate später in Kraft trat. Inhalt der Akte war es, dass grundsätzlich nur mexikanischen Schiffen die Einfuhr ausländischer Waren vorbehalten bleiben sollte. Ausgenommen wurden die Schiffe, die unter einer Flagge fuhren, mit denen Mexiko eine Reziprozitätsvereinbarung geschlossen hatte. Alle anderen Schiffe hatten für ihre Waren Tonnengelder und Hafengebühren in zweifacher Höhe zu entrichten.
Aber auch diese Herrschaft war nicht besser als seine früheren. Santa Anna lenkte Regierungsgelder in seine eigenen Taschen, veräußerte im Gadsden-Kauf weiteres Staatsgebiet an die USA und ließ sich als „Allerhöchste Durchlaucht“ («Su Alteza Serenísima») anreden. Bereits am 1. März 1854 sprachen sich Gegner Santa Annas im Plan von Ayutla für seine Absetzung aus. Trotz großzügiger Zuwendungen an das Militär, um dessen Loyalität zu sichern, hatten selbst seine konservativen Verbündeten 1855 endgültig genug von Santa Anna. Eine Gruppe Liberaler, angeführt von Benito Juárez und Ignacio Comonfort, stürzte den Diktator, der daraufhin wieder nach Kuba floh. Als das Ausmaß seiner Korruption bekannt wurde, wurde er wegen Verrates in Abwesenheit verurteilt und sein gesamter mexikanischer Besitz eingezogen.

### Die späten Jahre

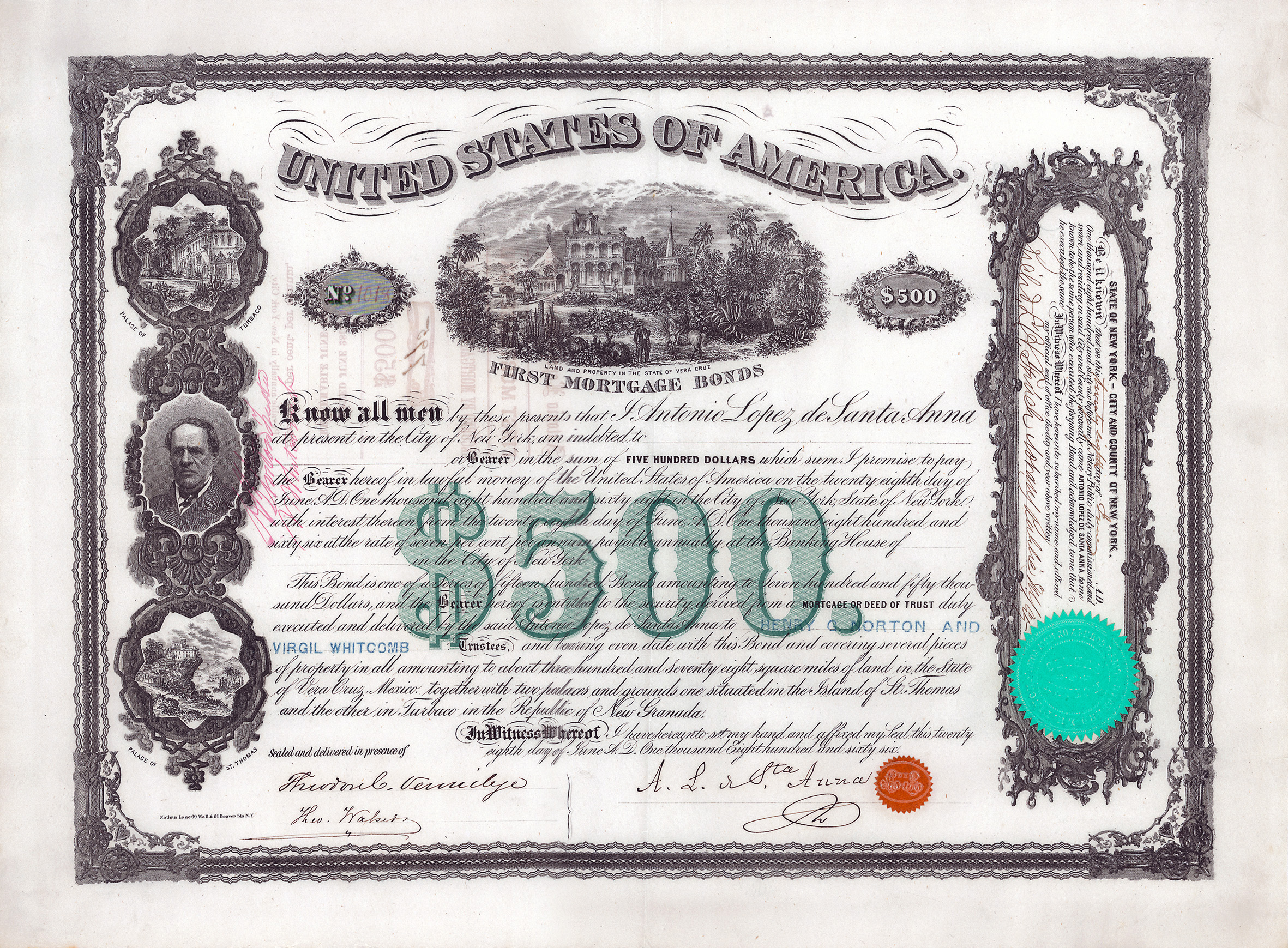
Hypothekenanleihe über 500 $, ausgegeben von Antonio López de Santa Anna am 28. Juni 1866 während seines Exils in New York und eigenhändig von ihm unterschrieben.
Auf der Anleihe sind seine Paläste und Ländereien abgebildet, die als Sicherheit verpfändet wurden. Santa Anna wollte mit dieser Anleihe im Gesamtbetrag von 750.000 $ seine Rückkehr nach Mexiko finanzieren.

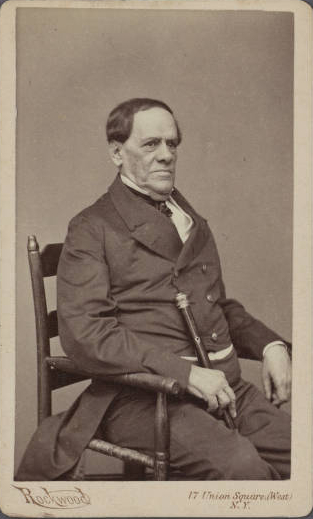
Santa Anna um 1870

Santa Anna hielt sich in den folgenden Jahren seines Exils auf Kuba, in den Vereinigten Staaten, in Kolumbien und auf der damals dänischen Karibik-Insel Saint Thomas auf.
Das Kaiserreich Mexiko unter dem Habsburger Maximilian I. erkannte Santa Anna an, er wurde als Festigung von Maximilians Stellung zur Rückkehr nach Mexiko aufgefordert und 1864 zum kaiserlichen „Reichsmarschall“ ernannt. Da die Franzosen, die eigentlichen Herren des Landes während der Herrschaft Kaiser Maximilians, ihm nicht trauten, wurde er postwendend wieder des Landes verwiesen. Weil er nach dem gewaltsamen Ende des Kaiserreichs 1867 den Versuch machte, das mexikanische Heer für sich zu gewinnen und die Macht wieder an sich zu reißen, wurde Santa Anna in Yucatán verhaftet und gefangengesetzt, aber bald wieder freigelassen. Die von ihm immer wieder angezettelten Erhebungen in Mexiko hatten keinen Erfolg.
Erst 1874 durfte der Ex-Diktator im Rahmen einer Generalamnestie wieder in sein Heimatland zurückkehren. Verkrüppelt und durch Katarakt fast erblindet, wurde er von der Regierung nicht als Bedrohung angesehen. Er starb zwei Jahre später am 21. Juni 1876 in Armut und vergessen in Mexiko-Stadt und wurde auf dem Friedhof Panteón del Tepeyac mit militärischen Ehren beigesetzt.

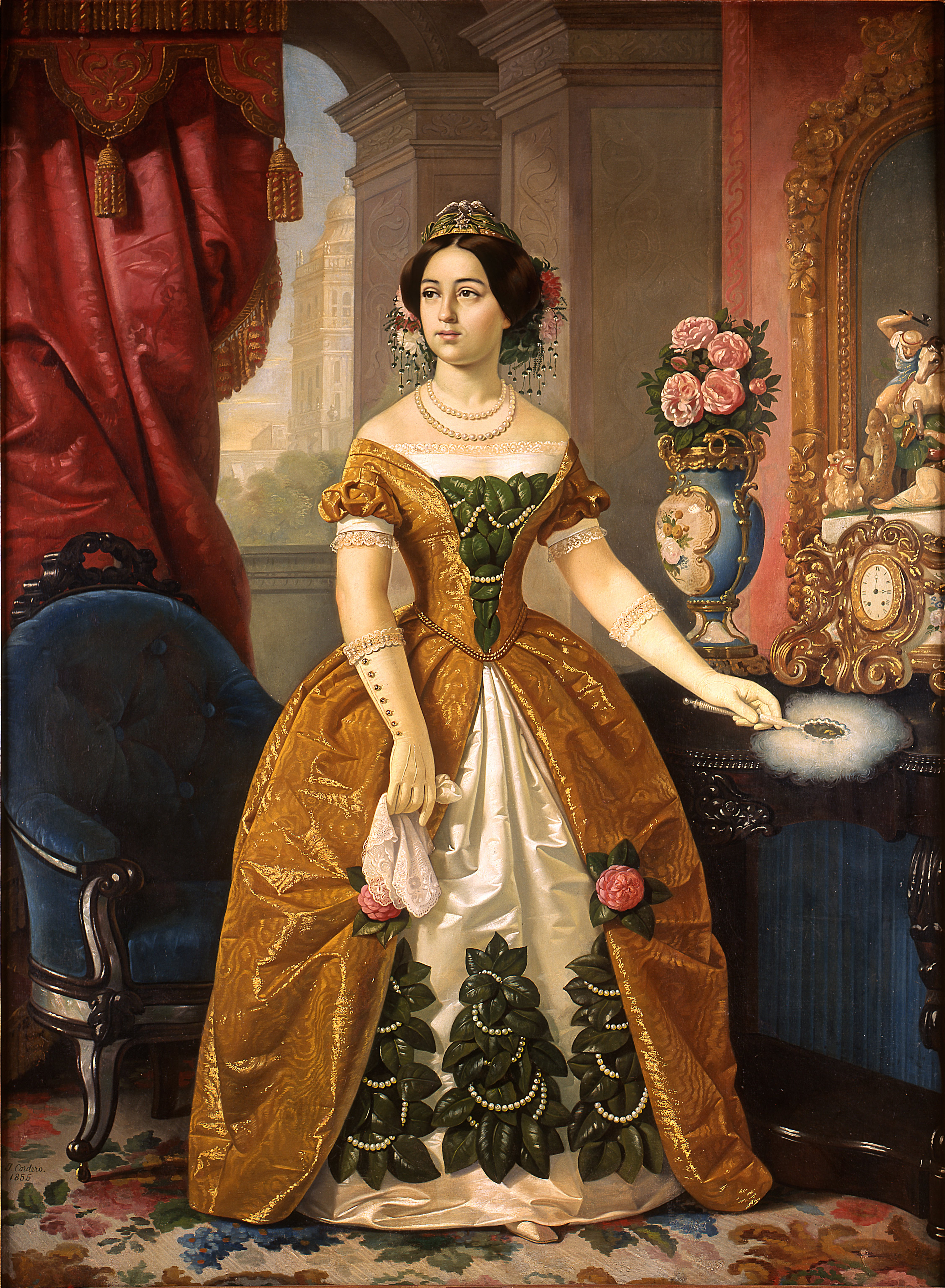
Dolores Tosta de Santa Anna, gemalt von Juan Cordero (1855)

### Privates
1825 heiratete er Inés García, mit der er vier Kinder hatte. Nach ihrem Tod 1844 heiratete er die 15-jährige María Dolores de Tosta, mit der er allerdings kaum zusammenlebte. Diese Ehe blieb kinderlos. In seinem Testament erkannte er vier uneheliche Kinder an.
Bei einem Aufenthalt Santa Annas in New York traf er mit dem Fotografen und Erfinder Thomas Adams zusammen. Der General ermunterte ihn, über andere Verwendungsmöglichkeiten für den gummiartigen Chicle nachzudenken, und verkaufte 1857 zu diesem Zweck Chicle aus seiner Heimat an den Erfinder. Der Erfinder verbesserte dann damit später den bisher gebräuchlichen Kaugummi und errichtete die erste Kaugummifabrik der Welt.
Von Santa Anna ist bekannt, dass er ein passionierter Anhänger von Hahnenkämpfen war. Er gab Zehntausende von Dollars für prämierte Hähne aus.

## Rezeption
- J. Carrol Naish stellte ihn 1955 in Die Barrikaden von San Antone dar.
- Im 1960 erschienenen Film Alamo von John Wayne wird er von Ruben Padilla gespielt.
- 1987 spielte ihn Raúl Juliá im Fernsehfilm The Alamo: 13 days to Glory.
- Santa Anna ist eine der wichtigsten Figuren des Spielfilms  Alamo – Der Traum, das Schicksal, die Legende (2004), wo er von Emilio Echevarría dargestellt wird.
- Der Shanty O Santianna (von dem die Gruppe Santiano ihren Namen ableitet) geht auf Santa Anna und insbesondere auf die Schlacht von Buena Vista zurück.